# Petrosimonia oppositifolia
Petrosimonia oppositifolia là loài thực vật có hoa thuộc họ Dền. Loài này được (Pall.) Litv. miêu tả khoa học đầu tiên năm 1911.